# 1593 en littérature
| Années de la littérature : 1590 - 1591 - 1592 - 1593 - 1594 - 1595 - 1596    |
| Décennies de la littérature : 1560 - 1570 - 1580 - 1590 - 1600 - 1610 - 1620 |

Cet article présente les faits marquants de l'année 1593 en littérature.

## Événements
- 26 janvier : The Massacre at Paris (« Massacre à Paris »), tragédie de Christopher Marlowe est joué par les Strange's Men au Rose[1].
- 28 janvier : fermeture des théâtres à Londres à cause de la peste[1].
- 12 mai : le dramaturge anglais Thomas Kyd est arrêté pour trahison  ; sous la torture il dénonce son ami Christopher Marlowe comme l'auteur d'un essai contre la Trinité retrouvé chez lui. Le 18 mai, Marlowe est arrêté à son tour ; accusé d’athéisme, il n'est pas emprisonné[2].

- 26 décembre : réouverture des théâtres à Londres. Une pièce intitulée Buckingham est enregistrée par Philip Henslowe dans son Journal le 30 décembre et il est probable qu'il s'agit de Richard III, drame de Shakespeare publié en 1597[3].

- L'« impression impériale de l'Ère Bunroku » (Bunroku chokuhan) marque le début de l'imprimerie à caractères mobiles au Japon ; le Kobun kōkyō (« Livre de la piété filiale »), un classique chinois, serait le premier livre imprimé au Japon, mais aucun exemplaire n'a subsisté[4].

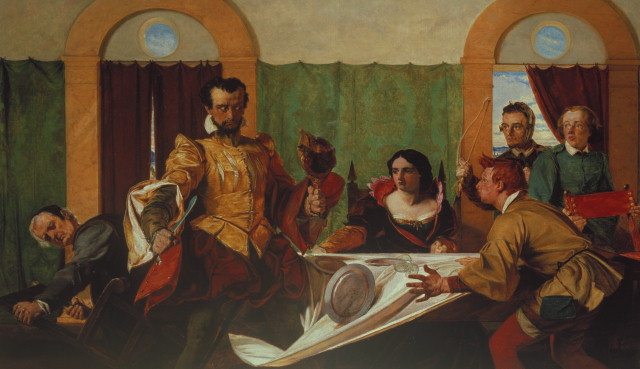
La Mégère apprivoisée, toile de Augustus Leopold Egg, XIXe siècle

- 1593-1594 : William Shakespeare écrit sa comédie La Mégère apprivoisée[5].

## Parutions
- Doctrina Christiana, un catéchisme catholique romain, rédigé en espagnol et tagalog par Juan de Plasencia (en), considéré comme le plus ancien livre imprimé aux Philippines, est publié à Manille[6].

- Les Trois Veritez contre les Athées, idolatres, Iuifs, Mahumetans, hérétiques, & schismatiques premier ouvrage de Pierre Charron, est publié à Bordeaux chez Simon Millanges, sans nom d'auteur[7].

- A Dictionarie French and English, dictionnaire français-anglais est publié à Londres chez Thomas Woodcock par le Huguenot réfugié en Angleterre Claude de Sainliens alias Claudius Hollyband[8].
- Biblioteca selecta, encyclopédie catholique du jésuite Antonio Possevino, est publié à Rome par l'imprimerie vaticane[9].
- Iconologia, recueil d’allégories du chevalier Cesare Ripa, est publié à Rome[10].

### Poésie
- 18 avril : Vénus et Adonis, premier poème publié de William Shakespeare est intégré au Registre des Libraires. Il est imprimé peu après par Richard Field avec une dédicace au comte de Southampton[11].
- 10 novembre : dédicace du Tasse à son protecteur, le cardinal Cinzio Aldobrandini de la tragédie poétique de la Gerusalemme conquistata (« la Jérusalem conquise »), version révisée du Roi Torrismond, publiée à Rome en décembre chez Guglielmo Facciotti[12].

- 1593-1598 : le poète anglais John Donne écrit et fait circuler les manuscrits de ces cinq Satires[13].
- Philocalie, poème de Jean du Crozet, est publié à Lyon (réédité à  Rouen en 1600 sous le titre L’Amour de la Beauté)[14]

## Naissances
- 20 mai: Salomo Glassius, théologien luthérien.

## Décès
- 6 février : Jacques Amyot, écrivain et traducteur français de la Renaissance (né en 1513).
- 30 mai : Christopher Marlowe, poète, dramaturge et espion anglais (né en 1564).